# Joachim Radkau
Joachim Radkau, född den 4 oktober 1943, är en tysk teknik- och miljöhistoriker.

## Biografi
Radkau studerade vid universiteten i Münster, Västberlin och Hamburg. Han disputerade i Hamburg 1970 på en avhandling om tyskspråkiga emigranter i kretsen kring Franklin D. Roosevelt 1933-1945. Från 1971 och fram till pensioneringen 2009 var han verksam i Bielefeld, från 1981 som professor i den nyare tidens historia vid Bielefelds universitet. Han kom där särskilt att inrikta sig på teknik- och miljöhistoria.
1983 utkom Radkaus ingående studie i den tyska kärnkraftens uppgång och kris, Aufstieg und Krise der deutschen Atomwirtschaft, ett arbete som än idag betraktas som oöverträffat. Därefter tog han sig an den tyska skogens historia, där han bl.a. formulerade tesen att 1700- och 1800-talets välkända vedbrist i huvudsak var en tankefigur snarare än ett materiellt fenomen. Radkau kom också att ägna sig åt naturskyddets historia (inklusive dess roll under nazitiden) och åt sammanhanget mellan nervositet och teknikhistoria i det tyska kejsardömet. Detta utmynnade bl.a. i en biografi över Max Weber.
Stor spridning även utanför den akademiska sfären fick Radkaus bok Natur und Macht (Natur och makt) som utkom på tyska 2000 och i engelsk översättning 2008. Genom detta verk etablerade sig Radkau som en av världens ledande miljöhistoriker. Han följde upp sin miljöhistoriska gärning med boken Die Ära der Ökologie (Ekologins tidsålder), som utkom på tyska 2011 och i engelsk översättning 2014.